# Archieparchie lvovská
Lvovská ukrajinská archieparchie ((latinsky) Archieparchia Leopolitana Ucrainorum, (ukrajinsky) Львівська архиєпархія Української греко-католицької церкви) je archieparchií Ukrajinské řeckokatolické církve se sídlem ve Lvově a katedrálou sv. Jiří.

## Lvovská církevní provincie
Lvovská archieparchie je centrem církevní provincie, k níž náleží tři sufragánní eparchie:
- Eparchie Sambir-Drohobyč
- Eparchie Sokal-Žovkva
- Eparchie stryjská